# Quionis de Corint
Quionis de Corint (grec antic: Χιόνις, llatí: Chionis) fou un escultor nascut a Corint que va executar, juntament amb Amicleu i Diïl·los, un grup escultòric que els focis van dedicar al temple de Delfos després de la seva victòria sobre els tessalis al començament de les guerres mèdiques l'any 480 aC, i en el qual Quionis va fer les estàtues d'Atena i Artemisa, segons explica Pausànies (Descripció de Grècia X, 13,4).